# Bushnell, Nebraska
Bushnell är en ort (village) i Kimball County i delstaten Nebraska i USA. Orten hade 115 invånare, på en yta av 0,59 km² (2020). Bushnell är beläget i delstatens västra del, vid den gamla öst-västliga landsvägen U.S. Route 30 nära delstatsgränsen mot Wyoming.
Orten grundades 1867 i samband med konstruktionen av den transamerikanska järnvägen och är uppkallad efter järnvägsdirektören och fartygskonstruktören Cornelius Scranton Bushnell (1829–1896).
Bushnell har en järnvägsstation på Union Pacifics transkontinentala linje, som idag enbart används för godstrafik. Den moderna öst-västliga motorvägen Interstate 80 passerar vid en avfart omkring 5 kilometer söder om orten.